# Ümit Özat
Ümit Özat est un footballeur turc né le 30 octobre 1976 à Ankara. Son poste de prédilection était arrière gauche mais il pouvait jouer également défenseur central ou milieu défensif. Il est depuis devenu entraineur.

## Biographie
Özat est transféré lors de l'été 2008 en Allemagne, au 1. FC Cologne, où il retrouve son ancien entraîneur Christoph Daum.
Le 29 août 2008, le joueur est victime d'un malaise cardiaque lors d'un match de Bundesliga face au Karlsruher SC. Après avoir repris conscience, il est transféré à l'hôpital. Il annonce le 14 mars 2009 la fin de sa carrière à cause de ce problème cardiaque.
Özat possède 41 sélections avec l'équipe de Turquie. Son premier match en équipe nationale a lieu le 16 août 2000 lors d'une rencontre face à la Bosnie-Herzégovine. Il participe à la Coupe du monde 2002, où la Turquie se classe troisième de la compétition.

## Palmarès
- 41 sélections et 1 but en équipe de Turquie entre 2000 et 2005
- Troisième de la Coupe du monde 2002 avec la Turquie
- Champion de Turquie en 2004, 2005 et 2007 avec Fenerbahçe
- Finaliste de la Coupe de Turquie en 2005 et 2006 avec Fenerbahçe